# قلعه اوکازاکی
قلعه اوکازاکی (به ژاپنی: 岡崎城, Okazaki-jō) یک قلعه ژاپنی است که در شهر اوکازاکیدر استان آیچی ژاپن قرار دارد. در اواخر دوره ادو این قلعه محل زندگی خاندان هوندا بوده‌است. هرچند که این قلعه بیشتر با عنوان محل سکونت توکوگاوا ایه‌یاسو و خاندان توکوگاوا شناخته می‌شود.

## نگارخانه

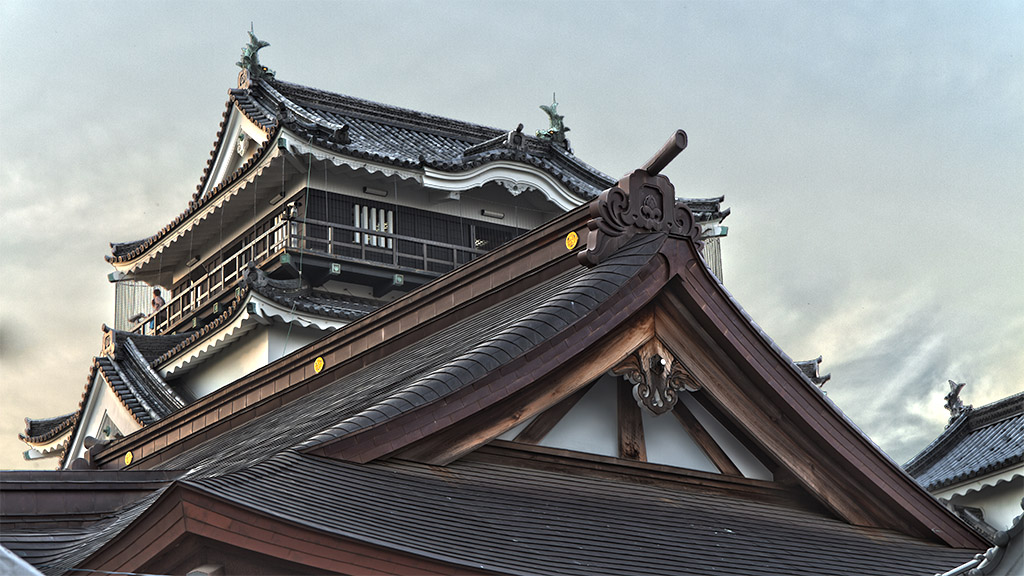